# 神戸市立井吹東小学校
神戸市立井吹東小学校（こうべしりつ いぶきひがししょうがっこう）は、兵庫県神戸市西区井吹台東町5丁目にある公立小学校。井吹台の東側に位置する。

## 概要
- 西神南ニュータウン街開きに伴い開校した。
- 児童数1000名を超える大規模校[1]。2013年度の推定児童数は1600人（2013年5月1日現在）で、日本全国の小学校で1位の見込みとなった。

### 沿革
出典
- 1991年3月 - 西第26小学校（仮称）として設立決定。
- 1991年5月 - 西第26小学校（仮称）として建設着工。
- 1993年4月 - 開校。開校当初の児童数332名。
- 1993年10月 - 校歌制定。
- 1998年 - 井吹西小学校開校に伴い、校区変更。
- 2014年 - 井吹の丘小学校開校に伴い、校区変更。

## 学区
出典
神戸市西区に属する。
- 伊川谷町井吹（吹上地区）、井吹台北町4丁目・5丁目、井吹台東町全域（1 - 7丁目）。

## 学区周辺
- つぐみ保育園
- 神戸市立井吹台中学校（進学先中学校）

## 交通
- 神戸市営地下鉄西神・山手線 西神南駅
- 神戸市バス「井吹台東町1丁目」より徒歩

## 通学区域が隣接している学校
- 神戸市立井吹の丘小学校
- 神戸市立井吹西小学校
- 神戸市立伊川谷小学校
- 神戸市立太山寺小学校
- 神戸市立櫨谷小学校